# Albert City
Albert City ist eine Stadt (mit dem Status „City“) im Buena Vista County im US-amerikanischen Bundesstaat Iowa. Das U.S. Census Bureau hat bei der Volkszählung 2020 eine Einwohnerzahl von 677 ermittelt.

## Geografie
Albert City liegt im Nordwesten Iowas auf 42°46′55″ nördlicher Breite und 94°56′55″ westlicher Länge. Das Stadtgebiet erstreckt sich über eine Fläche von 1,4 km² und liegt in der Fairfield Township.
Nachbarorte von Albert City sind Laurens (15,8 km nordöstlich), Pocahontas (27,5 km ostsüdöstlich), Varina (18,3 km südsüdöstlich), Newell (23,4 km südsüdwestlich), Truesdale (24,4 km ostsüdöstlich), Rembrandt (22,9 km westnordwestlich), Sioux Rapids (28,8 km nordwestlich), Marathon (12 km nordnordwestlich) und Webb (24,2 km in der gleichen Richtung).
Die nächstgelegenen größeren Städte sind die Twin Cities in Minnesota (Minneapolis und Saint Paul) (351 km nordöstlich), Cedar Rapids (339 km ostsüdöstlich), Iowas Hauptstadt Des Moines (249 km südöstlich), Kansas City in Missouri (458 km südlich), Nebraskas größte Stadt Omaha (234 km südsüdwestlich), Sioux City (140 km westsüdwestlich) und South Dakotas größte Stadt Sioux Falls (223 km nordwestlich).

## Verkehr
Der in West-Ost-Richtung verlaufende Iowa State Highway 3 führt in rund 3 km Entfernung südlich an Albert City vorbei. Alle weiteren Straßen sind untergeordnete Landstraßen, teils unbefestigte Fahrwege sowie innerörtliche Verbindungsstraßen.
In Albert City endet eine Strecke der früheren Milwaukee Road, die heute zur Canadian Pacific Railway (CP) gehört.
Mit dem Storm Lake Municipal Airport befindet sich 44,6 km südwestlich ein kleiner Flugplatz. Die nächsten Verkehrsflughäfen sind der Des Moines International Airport (259 km südöstlich), das Eppley Airfield in Omaha (227 km südsüdwestlich), der Sioux Gateway Airport in Sioux City (151 km westsüdwestlich) und der Sioux Falls Regional Airport (246 km nordwestlich).

## Bevölkerung
Nach der Volkszählung im Jahr 2010 lebten in Albert City 699 Menschen in 297 Haushalten. Die Bevölkerungsdichte betrug 499,3 Einwohner pro Quadratkilometer. In den 297 Haushalten lebten statistisch je 2,21 Personen.
Ethnisch betrachtet setzte sich die Bevölkerung zusammen aus 98,0 Prozent Weißen, 0,1 Prozent (eine Person) Afroamerikanern, 0,1 Prozent Asiaten sowie 1,0 Prozent aus anderen ethnischen Gruppen; 0,7 Prozent stammten von zwei oder mehr Ethnien ab. Unabhängig von der ethnischen Zugehörigkeit waren 3,0 Prozent der Bevölkerung spanischer oder lateinamerikanischer Abstammung.
23,9 Prozent der Bevölkerung waren unter 18 Jahre alt, 51,6 Prozent waren zwischen 18 und 64 und 24,5 Prozent waren 65 Jahre oder älter. 51,8 Prozent der Bevölkerung waren weiblich.
Das mittlere jährliche Einkommen eines Haushalts lag bei 44.792 USD. Das Pro-Kopf-Einkommen betrug 23.506 USD. 13,0 Prozent der Einwohner lebten unterhalb der Armutsgrenze.